# Transição Espanhola
A Transição espanhola consiste no período da história contemporânea de Espanha em que se iniciou o processo pelo qual o país transformou o regime ditatorial de Francisco Franco em uma democracia constitucional de Estado de direito. Esta fase constitui também a primeira etapa do reinado de João Carlos I. 
Existe um certo consenso em considerar iniciada a transição a partir da morte do general Francisco Franco, a 20 de novembro de 1975. Após a sua morte, o denominado Conselho de Regência assumiu, de forma temporária, as competências da Chefia de Estado até 22 de novembro, data em que o então Príncipe de Espanha, João Carlos de Bourbon, foi proclamado rei ante as Cortes Gerais e o Conselho do Reino. Seis anos antes, ele havia sido designado por Franco como seu sucessor «a título de rei».
O rei confirmou em seu posto o já então presidente do governo do regime franquista, Carlos Arias Navarro. No entanto, logo se manifestaria a dificuldade de levar a cabo as reformas políticas pretendidas por João Carlos sobre seu governo, o que produzirá um distanciamento político cada vez maior. Finalmente o rei exigiu sua demissão a 1 de julho de 1976, prontamente atendida por Navarro. Em 2 de junho, o rei faria um discurso no congresso americano que se tornaria célebre, ao reafirmar o retorno à democracia na Espanha. Logo colocou, como novo presidente do governo, o político Adolfo Suárez, que se encarregou de firmar negociações com os principais líderes políticos de diferentes partidos da oposição ao regime ditatorial, cada vez mais pujantes após a morte de Franco, de modo a planejar, por vias legais, a restauração do regime democrático e o desmonte da ditadura franquista. 
O caminho utilizado foi a elaboração de uma nova Lei Fundamental, a oitava, a Lei para a Reforma Política que, não sem tensões, foi finalmente aprovada pelas Cortes e submetida a referendum em 15 de dezembro de 1976. Como consequência da sua aprovação pelo povo espanhol, esta lei foi promulgada a 4 de janeiro de 1977. Esta norma continha a derrogação tácita do sistema político franquista em somente cinco artigos e uma convocatória de eleições democráticas. Estas eleições foram celebradas a 15 de junho de 1977. Eram as primeiras eleições democráticas desde a Guerra Civil. A União de Centro Democrático foi o partido mais votado (ainda que não atingisse a maioria absoluta) e foi encarregue de formar governo. A partir desse momento começou o processo de construção da democracia e da redação de uma nova constituição. A 6 de dezembro de 1978 foi aprovado em referendum a Constituição Espanhola, entrando em vigor a 29 de dezembro.
A princípios de 1981  Adolfo Suárez demitiu-se, devido ao distanciamento com o rei e às pressões internas do seu partido. Durante a celebração da votação no Congresso dos Deputados para escolher como sucessor a Leopoldo Calvo Sotelo ocorreu o golpe de Estado dirigido por Antonio Tejero, Alfonso Armada e Jaime Milans del Bosch, entre outros. O golpe, conhecido como 23-F, fracassaria. As tensões internas da UCD provocariam a sua desintegração ao longo de 1981 e 1982. O segmento democrata-cristão terminaria integrando-se com a Aliança Popular, passando assim a ocupar a faixa de centro-direita. Por outro lado, os membros mais próximos à social-democracia unir-se-iam ao Partido Socialista Operário Espanhol (PSOE). O PSOE sucedeu à UCD após obter maioria absoluta nas eleições gerais de 82, ocupando 202 dos 350 assentos parlamentares, dando início à II Legislatura. Pela primeira vez desde as eleições gerais de 1936, um partido considerado de esquerdas ou progressista ia formar governo.

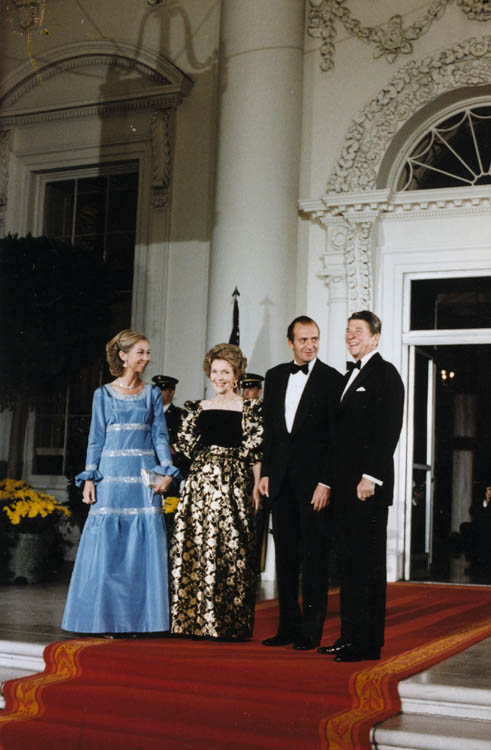
Visita dos reis da Espanha aos Estados Unidos: imagem do jantar de gala em 14 de outubro de 1981 na Casa Branca juntamente ao presidente norte-americano Ronald Reagan e a primeira dama Nancy

## Contexto

### A Revolução dos Cravos

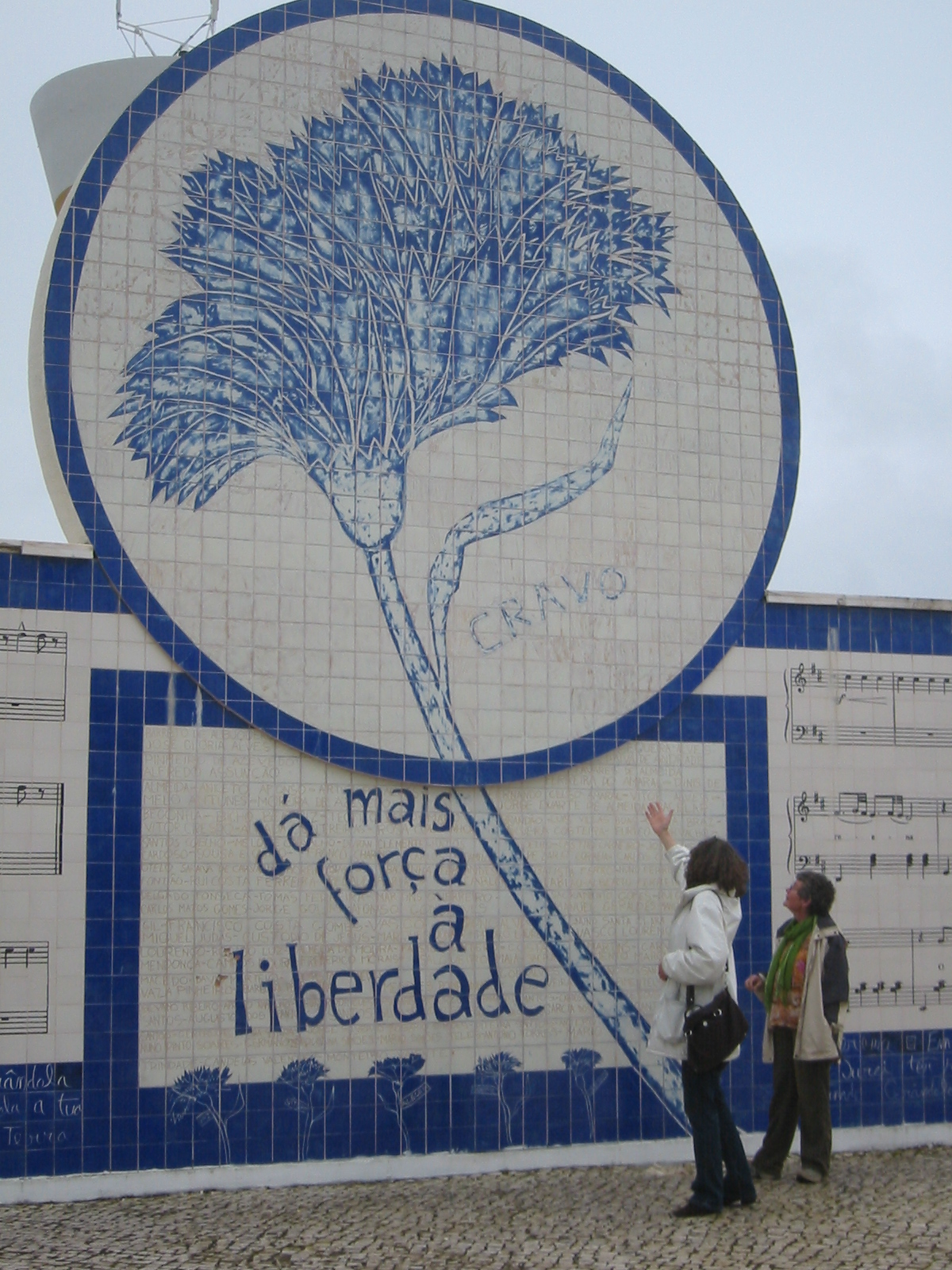
Monumento comemorativo em Grândola.

A 25 de abril de 1974 em Portugal ocorria um levantamento militar com sucesso, provocando a queda da ditadura do Estado Novo surgido em 1933 e dando origem a uma república presidencialista democrática. A situação de Portugal e da vizinha Espanha tinham muitas diferenças, mas também similaridades no momento de iniciar-se a transição democrática:
- As ditaduras de Portugal e Espanha eram as mais longevas da Europa, a portuguesa surgida em 1933 e a espanhola com o golpe de estado de 1936 e a posterior guerra civil, contando desde o primeiro dia com o apóio do regime português.
- As forças democráticas de direita ou conservadores eram praticamente inexistentes na véspera dos câmbios sociais e políticos que se avizinhavam, apesar de ser quase inexistentes conseguiram 42,9% dos votos nas primeiras eleições democráticas. Em ambos os casos o exército era majoritariamente conservador.
- A esquerda com melhor organização e aparentemente com mais apóio em ambos os países eram os comunistas, o português PCP e o espanhol PCE, tanto em política como nos sindicatos, enquanto os socialistas começaram a reorganizar-se durante a década de 1970, embora a sua atividade no exílio e no interior não desaparecesse totalmente desde a década de 1940.
- Importante presença de novas classes médias que pediam um câmbio pacífico, entre outras coisas pela experiência da Guerra Civil na Espanha ou a Guerra Colonial de Portugal.
- O insucesso da participação social de ambos os sistemas de partido único.
- A posição reformista, para tentar continuar com o regime de partido único, mas assumindo uma série de câmbios, adotada pelos governos de Arias Navarro (1974-1976) e Marcelo Caetano (1968-1974), fracassaram.
- Tanto o PSOE e o seu sindicato UGT quanto o PCE e CCOO, manifestaram num primeiro momento como acertadas o modelo de rutura do passado e a formação de um governo provisório.
- Nas forças armadas surgem organizações novas que apóiam os câmbios, em Portugal o Movimento das Forças Armadas português, e na Espanha a União Militar Democrática ou a União Democrática de Soldados.
- Muitos mídia de ambos os países foram censurados pela sua defesa dos novos câmbios sociais e políticos.
- A acelerada descolonização do Saara Ocidental foi influenciada pela rápida descolonização portuguesa que, porém, sofrera muito mais as consequências de uma longa guerra colonial na África com dezenas de milhares de desertores e com um impasse militar na Guiné Portuguesa frente às guerrilhas.

A queda do regime português inquietou as forças que apoiavam o regime franquista que, perante as grandes manifestações  em favor da revolução, perseguições da polícia política ou o entusiasmo pelos militares rebeldes, exerceram uma forte repressão. Quando Franco e o príncipe Juan Carlos visionaram as imagens de um milhão de pessoas marchando pelas ruas de Lisboa em comemoração do 1º de maio de 1974 temeram uma deriva rápida do país vizinho para a esquerda, liderado pelo que parecia ser uma  forte liderança comunista.
Contudo, a deriva quase revolucionária de Portugal e a situação espanhola crítica causou preocupação na Europa, por quanto sob a pressão da Guerra Fria dirigentes de muitos países pensavam que podiam desestabilizar o equilíbrio de poderes regional. Willy Brandt manifestou que quanto mais à esquerda se situasse Portugal, mais à direita posicionar-se-ia Espanha. Henry Kissinger expressou-se no mesmo senso e mostrou-se de acordo em que não deveria repetir-se no país vizinho, não se devendo permitir que antes da morte de Franco não houvesse uma oposição moderada. Durante estes anos a Plataforma Democrática liderada pelo PSOE na Espanha começou a ganhar protagonismo com outras organizações opositoras (a Junta Democrática) lideradas pelo PCE. Finalmente ambas as organizações fundiraram-se em março de 1976, dando origem à Coordenação Democrática, mais conhecida como a Platajunta.

### Outros acontecimentos
Dentro do período anterior à transição democrática também são destacáveis outros feitos como :
- O assassinato por parte de ETA de Carrero Blanco em 1973, potencial sucessor de Franco.
- A firme aposta pela democracia e a "rutura democrática" de novos dirigentes socialistas do interior, cujas teses renovadoras se impuseram às do exílio no Congresso da UGT de 1971 e no do PSOE de 1972. Assim, Nicolás Redondo, Pablo Castellano, Felipe González (eleito primeiro secretário do PSOE no Congresso de Suresnes de 1974), Alfonso Guerra, Luis Gómez Llorente, Francisco Bustelo ou Enrique Múgica terão um papel fundamental posteriormente.[2]
- Os fuzilamentos em 1975 de dois membros de ETA e de três das FRAP.

### O papel político do rei Juan Carlos I
A morte de Franco converteu dois dias depois, a 22 de novembro de 1975, em Chefe de Estado a D. Juan Carlos de Bourbon, proclamado como rei em virtude da Lei da Sucessão na Chefatura do Estado. Até então o príncipe mantivera-se num discreto segundo plano seguindo as pautas pontuadas por Franco. Mas o desaparecimento do general ia permitir a Dom Juan Carlos facilitar, como rei da Espanha, a implantação de um sistema político democrático no país. Este projeto contava com amplos apoios dentro e fora da Espanha: os países ocidentais, um setor importante do capitalismo espanhol e internacional, a grande maioria da oposição ao franquismo e uma parte crescente do próprio regime franquista.
Porém, a transição teve de superar  as resistências do regime, num quadro de tensões causadas por grupos radicais da extrema esquerda e grupos franquistas da extrema direita. Estes últimos contavam com um apóio considerável dentro do exército. Estes grupos ameaçavam com deteriorar a situação política, iniciando um processo de involução.
A realização desse projeto exigia que a oposição controlasse os seus partidários para evitar qualquer provocação e que o exército não caísse na tentação de intervir no processo político para salvar as estruturas franquistas. Nesta dupla direção moveu-se a atuação política de Dom Juan Carlos e dos seus colaboradores.
Frente da nova etapa histórica, havia três posturas claramente diferençadas:
- Os partidários do regime franquista (conhecidos como ultras ou o bunker), defensores do mantimento da legalidade franquista, ou no máximo, a sua atualização. Apesar do seu escasso apóio social, dominavam o exército e um órgão fundamental dentro da organização do Estado, o Conselho do Reino.
- A oposição democrática, organizada primeiro em duas associações de partidos políticos, a Junta Democrática de Espanha e a Plataforma de Convergência Democrática, que acabaram fusionando-se na associação Coordenação Democrática, conhecida como Platajunta. Esta defendia a ruptura legal com o regime franquista para passar diretamente a um Estado democrático.
- Torcuato Fernández Miranda, ex presidente interino do governo em 1973, professor de Direito Político de Juan Carlos I, partidário de reformar as Leis Fundamentais do Movimento mediante as suas próprias disposições para chegar assim à democracia evitando vazios legais. Em palavras do próprio Fernández Miranda, tratava-se de ir "da lei à lei através da lei".

D. Juan Carlos iniciou o seu reinado sem sair da legalidade franquista. Assim, jurou fidelidade aos princípios do Movimiento, tomou posse da coroa ante as Cortes franquistas e respeitou a Lei Orgânica do Estado de 1966 para a nomeação do seu primeiro Chefe de Governo. Contudo já no seu discurso ante as Cortes se mostrou aberto a uma transformação do sistema político espanhol.

## Governo de Arias Navarro
Em meados de novembro, com Franco hospitalizado, Carlos Arias Navarro apresentou a sua demissão ao então príncipe, o que o situou numa posição difícil. A princípios de dezembro, D. Juan Carlos confirmou Arias Navarro para presidir o seu primeiro governo. O rei pediu-lhe ajuda, ao qual acedeu, para conseguir a nomeação de Torcuato Fernández Miranda à frente da presidência do Conselho do Reino e das Cortes. Para isso ajustou-se às pautas pontuadas pela Lei Orgânica do Estado em que o Conselho do Reino propôs uma terna de candidatos afins ao franquismo: além de Torcuato Fernández-Miranda, estavam Licinio de la Fuente e Emilio Lamo de Espinosa, com o qual, o rei conseguiu situar a este fiel colaborador seu à frente da presidência do Conselho do Reino e das Cortes. Fernández Miranda era um velho franquista que, porém, compartia com o monarca a necessidade de que Espanha evoluísse para um sistema democrático, e, para isso, achegará os seus sólidos conhecimentos jurídicos a este projeto.
A nomeação de Arias Navarro oferecia um panorama claramente continuísta e não augurava grandes transformações políticas. Contudo, por iniciativa real e do presidente do Conselho do Reino, entraram no novo governo ministros claramente reformistas como Manuel Fraga Iribarne (Governação), José María de Areilza (Assuntos Exteriores) e Antonio Garrigues (Justiça). Todos eles recusaram no seu momento o Estatuto de Associações do Movimento. Também contou com a presença do democrata-cristão Alfonso Osorio, em Presidência e de dois expertos no aparato do Movimiento: Rodolfo Martín Villa (Sindicatos) e Adolfo Suárez (Movimiento). Para manter o equilíbrio, um militar incondicionalmente franquista foi nomeado vice-presidente para assuntos de Defesa: o general Fernando de Santiago.
A tímida reforma política promovida por este gabinete limitou-se às  leis de Reunião e Manifestação,  e de Associações Políticas. A lei de Reunião e Manifestação ampliava a liberdade para se reunir sem que fosse necessária uma autorização. A lei de Associações Políticas permitia a criação de grupos políticos, embora sem o caráter legal de partidos políticos; aliás, deviam aceitar os princípios do Movimiento e as "Leis Fundamentais". Somente se inscreveram sete associações.
A situação que tinha de afrontar  o novo governo era difícil. A agitação da oposição aumentava, as manifestações pedindo anistia eram frequentes, e no País Basco a tensão crescia. ETA especialmente, e com menor intensidade outros grupos armados, prosseguiam com os seus atentados e o apóio popular com que podia contar manifestava-se em múltiplos atos de protesto.

### Acontecimentos de Vitória
Durante o mês de janeiro cerca de seis mil trabalhadores iniciavam uma greve em Vitória contra o decreto de topes salariais e em defesa de melhores condições de trabalho. Dois meses depois convocavam por terceira vez uma greve geral que foi massivamente seguida a 3 de março. Esse mesmo dia a Polícia Armada entrou na Igreja San Francisco de Vitoria, na que estava previsto realizar uma assembléia de trabalhadores e, sem levar em conta a decisão do pároco e do conteúdo da Concordata, cominou ao desalojo. Apenas uns segundos depois disparavam gases lacrimogêneos num recinto fechado e abarrotado de gente criando indignação e sobretudo pânico. Os que saíram pela frente meio asfixiados e com panos na boca foram espancados brutalmente pelos flancos e dispararam  contra os da frente com metralhadoras e pistolas. A polícia resolveu com tiros a situação que criaram, assassinando quatro operários e estudantes. Dois meses depois faleceria outro trabalhador. Dois operários assassinados diretamente no lugar dos feitos, quatro feridos muito graves dos quais três faleceriam, mais de sessenta feridos graves, a metade com feridas de bala, e centos de feridos leves. 
O sábado, Manuel Fraga então Ministro da Governação com Rodolfo Martín Villa, Ministro de Relações Sindicais e o General Campano, diretor da Guarda Civil, tentaram, visitando os feridos, reduzir o impacto de uma decisão que mostrava ao mundo o rosto mais cruel e bárbaro da ditadura que representavam. Naquela quinta-feira, o Secretário Geral do SPD da Alemanha cancelava a entrevista com Fraga, que participava numa campanha diplomática para vender internacionalmente uma reforma apoiada pela monarquia, que ficara assim desmascarada.
Ainda proibidos os direitos de reunião, manifestação e de greve, os sindicatos, ilegais também, em janeiro convocaram greves em toda Espanha. Tiveram especial importância no cinturão industrial madrileno e em Vitória. A resposta do governo foi a  repressão policial, que em Vitória provocou a morte de quatro manifestantes e vários centenas de feridos, a 9 de março, durante uma carga anti-distúrbios. Em vez de solucionar o conflito, as altercações multiplicaram-se e as greves gerais de protesto seguiram-se, durante vários meses. 
Estes incidentes aceleram a ação da oposição democrática, e a sua unidade de ação. A Junta Democrática e a Plataforma de Convergência fundiram-se na Coordenação Democrática, ou Platajunta, a 26 de março. Esta nova junta exercia maior pressão política sobre o governo, exigindo anistia, liberdade sindical, democracia e recusava as leis reformistas.

### Acontecimentos de Montejurra
Este ataque armado, ocorrido em Montejurra a 9 de maio de 1976, foi organizado desde o SECED (Serviço Central de Documentação) com aprovação governamental, utilizando uma das duas correntes políticas carlistas com a chamada "Operação Reconquista" que terminou com dois mortos frente da passividade e da colaboração da Guarda Civil. Em Montejurra, monte sagrado do carlismo, celebrava-se anualmente um Via Crucis desde a década de 1940. Quando ia começar a procissão desde o mosteiro de Irache, um grupo de seguidores de Sixto de Bourbon atacaram, com pedradas e golpes de porra, os reunidos, partidários de Carlos Hugo frente da impassibilidade da Guarda Civil e da Polícia Armada. Um dos agressores disparou uma pistola, matando um carlista. 
Pouco depois, já iniciada a ascensão ao monte, ao chegar ao acesso ao cume, os carlistas toparam com outro grupo armado que, após discutir veementemente, lançou uma série de tiros e rajadas contra os peregrinos. O resultado, um morto por uma bala no coração, e vários feridos por tiros.
A oposição democrática acusou o Governo de conivência com os agressores, baseando-se na incapacidade para manter a ordem pública, apesar da ampla presença policial, a facilidade com a que escaparam os assassinos e o fato de não chegarem a ser submetidos a juízo, pois beneficiaram-se da anistia política de 1977.

### A escalada do terrorismo: ETA, GRAPO e a ultra-direita.
Os três principais grupos de terrorismo neste momento eram:
- O grupo maoísta GRAPO, que atentava contra as forças armadas e de segurança.

- O bando ETA, uma mistura política de nacionalismo basco e marxismo leninismo revolucionário. Seu objetivo é atentar contra interesses e pessoas do Estado, com o objetivo final de conseguir a independência.

- Os grupos de terrorismo tardo-franquista, que adotavam diferentes nomes embora compartilhassem um mesmo discurso e fim, atacavam em especial os comunistas, tanto organizações quanto qualquer pessoa que acreditassem relacionada.

Pelo outro lado, os grupos da oposição mostravam-se cada vez mais impacientes exigindo o desmantelamento do regime franquista na maior brevidade possível. A reunião das forças políticas da oposição em março de 1976 dá origem à "Coordenação Democrática". Com isso a oposição boicotava as tentativas do governo de dividir a oposição, atraindo os seus setores mais moderados e deixando na ilegalidade o PCE, outros grupos da esquerda e os nacionalistas catalães e bascos. Assim mesmo, a oposição moderou o seu discurso, exigindo uma ruptura ou reforma pactuada que a acercava de fato às concepções reformistas do governo.
No entanto, as limitações deste governo para liderar o câmbio político tornaram-se cada vez mais evidentes. Arias Navarro,  sensível às pressões do búnker, encontrava-se com pouca margem de manobra ante os elementos reformistas do seu gabinete, enquanto estes topavam com as cortes franquistas nas suas primeiras tentativas reformistas: em junho de 1976, após publicar-se a "Lei de direito de associação de partidos políticos" -da qual ficavam excluídos os partidos comunistas-, foi frustrada a tentativa de Fraga e Areilza de modificar o Código Penal, que considerava delitiva a afiliação a qualquer partido político. Embora as pressões de Fernández Miranda permitissem a sua aprovação o dia 30, o processo para um câmbio de governo tornou-se inevitável, e o mesmo Rei, depois de ter-se declarado durante uma viagem aos Estados Unidos plenamente favorável à implantação de um sistema democrático na Espanha, decidiu exigir a demissão a Carlos Arias a 5 de julho.
O rei forçou a demissão de Arias Navarro a 1 de julho, pela sua incapacidade para se enfrentar com os graves problemas de ordem pública (terrorismo, greve massiva de Vitória, acontecimentos de Montejurra), bem como a sua negativa a desmontar o regime franquista.

## Governo de Adolfo Suárez
Pela mão de Fernando Herrero Tejedor, reconhecido membro da Opus Dei e seu tutor político, Adolfo Suárez desempenhou funções em diferentes cargos dentro de distintas estruturas franquistas, tendo sido chefe de gabinete do Movimento Nacional, procurador das Cortes por Ávila em 1967, Governador Civil de Segóvia e Chefe Provincial do Movimento em 1968. No ano seguinte é nomeado Diretor-geral da Radiotelevisión Española, onde permanece até 1973. Em março de 1975 ascende ao cargo de vicepresidente do Movimento Nacional com o apoio de Herrero Tejedor e quatro meses depois toma a presidência da formação política "União do Povo Espanhol (UDPE), até dezembro do mesmo ano, altura em que entra no primeiro governo de Carlos Arias Navarro, após a morte de Francisco Franco.
Torcuato Fernández Miranda como presidente do Conselho do Reino, faz entrar na nova terna de candidatos à presidência do governo Adolfo Suárez González e a ele corresponder-lhe-ia realizar uma operação política de evidente dificuldade: convencer os políticos do aparelho franquista instalados nas Cortes para que renovassem o sistema político. Assim seria respeitada formalmente a legalidade franquista e esquivado, dentro do possível, o perigo de uma intervenção do exército no processo de transição.
Do novo governo auto-excluíram-se Fraga e Areilza, enquanto a representação militar permanecera invariável. Vários dos novos ministros pertenciam já a associações políticas amparadas pela nova lei. Adolfo Suárez apresentou a 6 de julho por televisão um programa político muito claro baseado em dois pontos:
- Elaboração de uma Lei para a Reforma Política que, uma vez aprovada pelas Cortes e pelos espanhóis em referendum, permitiria abrir um processo constituinte para implantar na Espanha um sistema de democracia liberal.

- Convocatória de eleições democráticas antes de 30 de junho de 1977.

Para lográ-lo, Suárez devia convencer a oposição para que entrasse no seu jogo e o exército para que não interrompesse o processo; além disso tinha de controlar  a situação no País Basco, que se estava tornando insustentável. Conttudo,  o projeto de Suárez foi-se aplicando sem demoras entre julho de 1976 e junho do seguinte ano.

### Programa político de Suárez
Neste breve período de tempo Suárez atuou em vários frentes para realizar o seu projeto reformista:

#### A lei para a reforma política
O projeto elaborou-se pelo governo em setembro, tinha de abrir  a porta um sistema de democracia parlamentar. Não concretizava como viria a ser o novo sistema político, simplesmente eliminava os obstáculos que oferecia o regime franquista à implantação de um sistema democrático. Vinha a ser, na realidade, a ata de liquidação do franquismo aprovada pelas próprias Cortes franquistas. Ao longo do mês de novembro a lei foi debatida pelas Cortes que, sob a presidência de Fernández Miranda, aprovaram-na por 425 votos a favor com 59 votos contra e 13 abstenções.
O governo quis legitimar esta operação submetendo a nova lei a um referendum, no que participará 77,72% do censo eleitoral, do qual 81% dos participantes deram a sua aprovação.
A partir deste momento podia-se abrir já o processo eleitoral, segundo ponto do programa de Suárez, para escolher os deputados das Cortes Constituintes encarregadas de elaborar uma nova Constituição. 
Tinha um problema importante, a participação da oposição clandestina no processo que já estava em marcha pelo próprio regime, para isso enfrentou-se com um dos temas mais delicados, a legalização da oposição. 
A 8 de fevereiro foi aprovado um decreto-lei para a Reforma Política e posteriormente em março foi legalizada grande parte dos partidos políticos com outro decreto-lei no qual se estabelecem os requisitos para a sua legalização. Caso dúvida, o Ministério de Interior remeteria a documentação ao Tribunal Supremo para que ditasse. 
Também teve de reformar o Código Penal, que considerava sancionáveis questões básicas como a pertença a partidos políticos, e proibia associar-se aquelas que pretendessem:
- A subversão  da ordem pública ou o ataque à unidade da pátria. Aqui ficavam incluídas todas as de caráter nacionalista periférico, não espanhol.
- Submetidas a uma disciplina internacional, desejando implantar um regime totalitário. Esta proibição estava pensada especialmente contra o PCE, dependente em certa forma da União Soviética, embora se encontrasse já na corrente reformista do eurocomunismo, e que pretendia impor na Espanha um estado comunista (uma democracia proletária).

Com estes câmbios, os partidos ou organizações mais importantes ficaram legalizados:
- Considerados de extrema direita:  os partidos fascistas de Falange e Fuerza Nueva ou o partido pró-nazi CEDADE.

- Considerados de direita ou conservadores: o principal foi a Aliança Popular (AP) de Manuel Fraga, que agrupou a parte da direita pós-franquista.

- Considerados de centro ou reformistas: a UCD, de Adolfo Suárez, aglutinando um heterogêneo conjunto de grupos moderados de direitas e esquerdas de ideologia diversa: democrata-cristãos, social-democratas ou liberais), e uma parte  do próprio regime que apoiavam as reformas. Também se consideravam centristas alguns partidos nacionalistas periféricos, como o Partido Nacionalista Basco (PNV) e o Pacte Democràtic per Catalunya (PDC) liderado pela Convergencia Democràtica de Catalunya de Jordi Pujol e Miquel Roca.

- Considerados de esquerda ou progressistas: o Partido Socialista Operário Espanhol (PSOE), de discurso exaltado e idéias pragmáticas da política e o PCE, legalizado a 9 de abril, são os dois principais partidos.

O PCE teve de recorrer  ao Tribunal Supremo, de modo que quando ditou que não contravinha a legalidade, o Governo após pactuar com o seu líder Santiago Carrillo Solares, que tinha já aceite abandonar a restauração de uma república aceitando a monarquia, aproveitou as férias de Semana Santa para legalizá-lo, dissolver o partido único da ditadura, o Movimiento Nacional, e minimizar o impacto da decisão. Contudo, o Ministro da Marinha demitiu imediatamente, e Manuel Fraga adiantou-se a considerá-lo como um verdadeiro golpe de Estado. O dia com certa ironia foi chamado o Sábado Santo Rojo (a festividade é de caráter católico, e o comunismo propugna o ateísmo ou o agnosticismo). Dois dias depois foi legalizado o Partit Socialista Unificat de Catalunya (PSUC). 
Outros partidos relevantes seriam Esquerra Republicana de Catalunya (ERC), de ideologia também de corte nacionalista catalã e republicana, que já governou na deposta Generalitat de Catalunha durante a Segunda República; Euskadiko Ezquerra (EE), marxista e nacionalista basco, do antes grupo terrorista de ETA político militar, que anos depois se integraria no PSOE. 
- Considerados de extrema esquerda ou revolucionários, com a legalização do PCE, do qual procediam vários, ir-se-iam somando uma parte à legalização ou diretamente pediriam a abstenção. O bloco do Frente Democrático de Esquerdas (FDI) apoiado pelo Partido do Trabalho da Espanha (PTE) e organizações afins de ideologia marxista leninista e influenciados pela ideologia de Mao Zedong ou o bloco Frente pela Unidade dos Trabalhadores, que não conseguem representação parlamentar.

### O "Pacto do esquecimento"
Para dar credibilidade ao seu projeto, Suárez adotou uma série de medidas políticas, sendo de especial relevo jurídico a aprovação de uma amnistia política total. 
Recebendo o nome de "pacto de esquecimento" (ou "pacto de silêncio"), serviu para designar o acordo informal negociado pelo Estado Espanhol e diferentes movimentos para evitar lidar com o legado da ditadura franquista espanhola após a morte de Francisco Franco em 1975, no contexto da Transição espanhola. Este pacto foi uma tentativa de relegar o regime anterior ao esquecimento, deixando-o para trás, e virar o foco para o futuro. O “pacto do esquecimento” recebeu base legal na Lei de Amnistia total de 1977, que já havia sido precedida de uma amnistia parcial em julho de 1976, ou seja, antes das primeiras eleições democráticas.

### O governo e a oposição
Em dezembro de 1976 dissolveu o Tribunal de Ordem Pública. Em março do ano seguinte, legalizou o direito básico de greve e em abril foi decretada a liberdade sindical. Também promulgou uma "Lei Eleitoral" com as condições necessárias para se homologar com as dos países com um sistema de democracia liberal e parlamentar.
Com todas estas medidas Suárez ia cumprindo as condições que exigiam os grupos da oposição de 1974. Estas forças reuniram-se em novembro de 1976 para criar uma plataforma de organizações democráticas. Suárez iniciara os seus contatos políticos com a oposição entrevistando-se com Felipe González, secretário-geral do PSOE, em agosto. A atitude possibilista do líder socialista deu asas a Suárez para levar adiante o seu projeto político, mas todo o mundo percebia claramente que o grande problema para a normalização política do país viria a ser a legalização do PCE. Este constituía, naquele momento, o grupo político mais organizado e com maior número de militantes da oposição. Porém, numa entrevista com as autoridades mais destacadas do exército em setembro, manifestaram claramente a sua oposição frontal à legalização do PCE. 
O PCE cada vez era mais em favor de denunciar a Lei para a Reforma Política por antidemocrática e solicitar as eleições para as Cortes Constituintes convocadas por um governo provisório composto também pelos partidos políticos na oposição. Dado que, além disso, a oposição não manifestava nenhum entusiasmo pela Lei para a Reforma Política, Suárez arriscou-se ainda mais para envolver a maioria das forças políticas.
Em dezembro, o PSOE celebrava em Madrid o seu XXVII Congresso e começava a desmarcar-se das exigências do PCE, afirmando que pensava participar na próxima convocatória eleitoral para as Cortes Constituintes. Ao começar o seguinte ano, o ano previsto para convocar eleições gerais, Suárez decidiu-se a abordar o problema do PCE. Em fevereiro, entrevistou-se com Santiago Carrillo, Secretário Geral do PCE, que apoiou sem exigências prévias e disposto a oferecer um pacto social para o período posterior às eleições. 
A  24 de janeiro de 1977 ocorreu a Matança de Atocha, o atentado mais significativo da extrema direita a um  escritório de Direito Laboral vinculado ao Partido Comunista de Espanha, da madrilena Rua de Atocha, onde assassinam a tiros cinco deles e feriram de gravidade outros quatro. Este fato provocou a primeira manifestação multitudinária da esquerda no país desde a Segunda República, e depois dezenas de atos de caráter pacífico de simpatia e solidariedade com o partido comunista. Isto e a atitude mantida por Santiago Carrillo, pressionaram Suárez para levar a cabo a polêmica legalização do partido.

### O governo e o exército
Adolfo Suárez conhecia bem que o chamado búnker, entre outros formado por José Antonio Girón e Blas Piñar e como meio afim o jornal El Alcázar, e tinha bons contatos com oficiais do exército que exerciam uma evidente influência sobre importantes setores militares. Estas forças podiam constituir um obstáculo insuperável e mesmo um perigo de golpe de estado para a reinstalação de um regime de governo militar.
Para salvar esta dificuldade, Suárez tentou apoiar-se em militares liberais do círculo do general Díez-Alegría, aos que tentou colocar em postos de responsabilidade, como o general Manuel Gutiérrez Mellado. Mas em julho de 1976 o vice-presidente para assuntos da defesa era ainda o general Fernando de Santiago que pertencia ao núcleo mais imobilista. De Santiago, inquieto pela primeira anistia, opôs-se frontalmente em setembro à Lei de Liberdade Sindical. A 21 de setembro, Suárez destituiu De Santiago e nomeou no seu lugar o general Manuel Gutiérrez Mellado, o que lhe ocasionou numerosos inimigos e oposição que se agravaria com a legalização do PCE meses mais tarde, com a demissão imediata do Ministro da Marinha.
Mas, entretanto, Gutiérrez Mellado agia com habilidade para promover os oficiais partidários da reforma e para substituir os mandos das forças de segurança (Polícia Armada e Guarda Civil) mais partidários de conservar o regime.
Suárez queria demonstrar ao exército que a normalização política do país não implicava nem a anarquia nem a revolução, contava com a colaboração de Santiago Carrillo mas encontrava violentas respostas de diferentes grupos terroristas.

### O acréscimo do terrorismo
O País Basco manteve-se, neste período, em plena ebulição política. As reivindicações de anistia política, em especial a semana pro-anistia de 8 a 15 de maio em que faleceram sete pessoas pela repressão, obrigaram Adolfo Suárez a i-la concedendo em diferentes etapas até a anistia total de outubro de 1977. Mas os confrontos contínuos entre polícia e manifestantes não ajudavam precisamente a serenar os ânimos. ETA, depois de uma certa trégua no verão de 1976, prosseguiram os seus atentados em outubro. Mas foi, sobretudo, entre dezembro e janeiro quando se desencadeou um conjunto violentas ações que deixaram a situação social e política numa posição muito instável.
O GRAPO atuou com várias bombas e o sequestro de duas importantes pessoalidades do regime: o Presidente do Conselho de Estado, José María de Oriol, e o general Villaescusa, Presidente do Conselho Superior de Justiça Militar. Enquanto duravam estes sequestros, ocorreu a Matança de Atocha, um comando da ultra-direita matava cinco advogados do PCE em Madrid. Vários dias antes morreram dois estudantes durante diferentes manifestações por polícias anti-distúrbios.
Mas pela primeira vez, boa parte dos líderes da oposição reunidos com o Presidente do Governo, publicaram um comunicado de denúncia do terrorismo e de apóio à atuação de Suárez. Que porém, as forças do búnker aproveitaram-se da inquietude do momento para denunciar que o país se estava precipitando no caos.

## As eleições
As eleições gerais de 15 de junho de 1977 deram a representação a quatro partidos políticos, os três primeiros de ideologia reformista ou progressista, primariamente: UCD 31,1%, PSOE: 28,6%, PCE: 9,4% e o partido conservador AP com apenas 8,5%.
Destacaram o forte apóio local de partidos nacionalistas, especialmente na Catalunha com o bloco PDC e no País Basco com o PNV.

## Os governos de UCD
O partido ganhador, UCD, formou governo durante duas legislaturas, em junho de 1977 e março de 1979, mas teve de contar  com o apóio ou o beneplácito de outros partidos ao não contar com a maioria absoluta no parlamento.

### Os regimes pré-autonômicos: Catalunha, País Basco e Galiza.
Depois das eleições, com os resultados na Catalunha e no País Basco, o governo permitiu a criação de instituições pré-autonômicas. Concedeu autonomia provisória às regiões cujos deputados, constituídos em assembleias parlamentares, assim o solicitassem. Era o primeiro elo da estrutura territorial que já estava pactuada na nova Constituição.
A primeira pré-autonomia concedida foi a da Catalunha, e em 29 de setembro foi restabelecida a Generalitat da Catalunha e Josep Tarradellas, histórico político nacionalista no exílio, converteu-se no seu novo presidente a 23 de outubro.
No País Basco, a situação política era dominada pelo PNV, que reclamava incorporar Navarra à autonomia formada por Biscaia, Guipúscoa e Álava, com a distorção de ETA. A assembleia de parlamentares bascos, na que se negaram a participar os navarros, negociou com o Governo a criação de um Conselho Geral Basco, aprovado a 6 de janeiro de 1978. Em Navarra, os acontecimentos dos sanfermines de 1978, entre outros acontecimentos marcaram o seu futuro político.
Na Galiza, com maioria da UCD, somaram-se à pré-autonomia com a criação da Junta da Galiza, em março de 1978.

### Cortes constituintes: a constituição de 1978
O novo parlamento criou um grupo de relatores (ponencia) para trabalhar na redação de uma nova Constituição no verão, com o consenso das principais forças políticas em temas tais como o papel do exercito, os direitos históricos, a situação de Navarra. Em julho de 1978 o Congresso dos Deputados aprovava o texto constitucional por uma ampla maioria, incluindo os conservadores da Aliança Popular e os comunistas do PCE. Alguns partidos de extremos votaram contra e outros como o PNV, que fora excluído da ponencia constitucional, pediram a abstenção.
A constituição foi aprovada em sessão conjunta pelo parlamento e o senado no mês de outubro. A 6 de dezembro foi submetida a Carta Magna a referendum com uma aprovação majoritária, excetuando algumas províncias e o País Basco onde se obteve uma importante abstenção.
A tarefa ordinária de governo que teve de realizar o partido desde 1979 deu ao manifesto a existência de tendências ou correntes políticas muito diversas dentro da coligação de partidos de UCD. Isto fora provocando confrontos que desgastaram a autoridade de Adolfo Suárez e puseram em dúvida o seu liderado. A tensão estourou em 1981 com a demissão de Suárez como Presidente do Governo e a sua substituição por Leopoldo Calvo Sotelo. Suárez abandonou o partido por parte dos social-democratas de Fernández Ordóñez e pela nomeação de Calvo Sotelo como novo presidente do partido. Isto acentuou ainda mais as tensões internas e impôs a Calvo Sotelo a dissolver o parlamento e convocar eleições em outubro de 1982.
Com as históricas eleições gerais de 1982, a UCD sofreu um espetaculoso derrube em número de votos, mudando todo o equilíbrio político anterior.
A normalização democrática não evitou as contínuas ações violentas de ETA e, em menor escala, do GRAPO. 

#### Tentativa de Golpe de Estado de 23 de fevereiro de 1981
Paralelamente à crise da UCD, detectava-se uma situação de desassossego ou intranquilidade numa parte das Forças Armadas que podia terminar num golpe militar. O golpe de estado de 1981, a tarde de 23 de fevereiro por um grupo de guardas civis dirigidos pelo tenente coronel Antonio Tejero fracassou, mas mostrou o perigo real de um setor do exército.

## Governo do PSOE
As eleições de outubro de 1982 deram a maioria absoluta pela primeira vez ao PSOE, que fora durante duas legislaturas o principal partido da oposição nos governos da UCD.
No XXVIII Congresso do PSOE (maio de 1979) o seu Secretário Geral, Felipe González, não quis assumir a tendência marxista que parecia dominante no partido, pelo qual apresentou a demissão. Mas a convocatória de um congresso extraordinário meses depois permitiu reconduzir o partido para uma linha mais moderada e ele assumir novamente o cargo.
Ao longo de 1982, o PSOE confirmou a sua linha moderada, que aproximou ao grupo social-democrata de Fernández Ordoñez, recém cindido da UCD.
A obtenção da maioria absoluta em três processos eleitorais consecutivos (1982, 1986 e 1989) permitiu o PSOE legislar e governar sem ter de pactuar com outras forças políticas. 
O triunfo eleitoral do PSOE em 1982 (com mais de 10 milhões de votos) inaugurou uma etapa de governo socialista, com quatro legislaturas, que transformou profundamente a Espanha. Felipe González, secretário geral do PSOE, ocupou a Presidência do Governo, com Alfonso Guerra como durante muito tempo vice-presidente do Governo, até a sua demissão pela implicação do seu irmão num caso de corrupção política.
Durante o governo do PSOE ocorreria a integração na Comunidade Econômica Europeia (CEE), as reformas laborais com novos convênios normativos entrados em consenso entre patronal e trabalhadores, as inversões sociais (especialmente em Educação e Sanidade), o desenvolvimento da organização territorial autonômica e a modernização das infra-estruturas.
Foi levada a cabo a "reconversão industrial", um conjunto de políticas de reconversão do setor secundário, num contexto de saída da crise de 1973. Esta reconversão fora adiada na Espanha, pelo temor à agitação social derivada, com a coincidência do começo da Transição.
O desgaste da imagem pública do partido, nas duas últimas legislaturas, foi devido a uma série de fatores, como as duas greves gerais dos dois principais sindicatos, bem como à crise econômica em 1993. Também apareceriam os autodenominados Grupos Antiterroristas de Libertação (GAL), organizações ilegais dedicadas à luta contra o terrorismo e herdeiras do terrorismo de Estado tardo-franquista. Finalmente saíram à luz vários casos de corrupção de vários cargos públicos adscritos ao PSOE, entre os que destacaram os chamados Caso Filesa e Caso Roldán.
Após uns últimos anos de contínuo desgaste social e político, nas eleições gerais de 1996 o principal partido da oposição, o Partido Popular liderado por José María Aznar, conseguiu a maioria simples. 

### Comunidade Econômica Europeia
Uma vez assegurada a democracia, os principais países europeus aceitaram a sua integração na CEE, após vinte anos da primeira petição. As negociações foram rápidas e conseguiram que Espanha fora membro em cheio direito na CEE, atualmente denominada União Européia, desde 1 de janeiro de 1986.

### OTAN
Nos últimos momentos do governo UCD, Calvo Sotelo conseguiu que o parlamento autorizasse o ingresso da Espanha na Organização do Tratado do Atlântico Norte (OTAN). A 10 de dezembro de 1981 firmava-se em Bruxelas o protocolo de adesão, com 43% de espanhóis na contra, segundo algumas pesquisas de opinião.
O PSOE, quando ganhou as eleições, paralisou o ingresso e prometeu um referendum para tirar a Espanha da aliança militar. Contudo, foi mudando a sua posição ao acreditar que era requisito para uma plena incorporação da Espanha ao bloco ocidental e europeu. Em março de 1986, celebrou-se o referendum com um resultado favorável à adesão.

### Educação
A aplicação do direito constitucional à educação guiou o trabalho do governo. No ensino universitário, a Lei de Reforma Universitária de 1983 concedeu autonomia de gestão às universidades, facilitou a criação de universidades privadas e ampliou o número de matriculados graças à quase gratuidade de matrículas e a uma ampla política de becas.
No ensino secundário e primário, foi garantida a escolarização obrigatória para toda a população menor de 14 anos desde 1985 e de 16 anos desde a entrada em vigor da LOGSE em 1990. O governo criou um sistema educacional de três vias: educação pública, educação privada, e colégios concertados cuja gestão recai numa empresa ou organização privada, mas a despesa dos alunos é paga pelo Estado, para assim tentar oferecer a maior taxa de escolaridade possível.

### Economia
A crise econômica, iniciada em parte por fatores internos e externos como a crise do petróleo de 1973, reativada em 1979, criara uma situação de recessão industrial, com fábricas ou maquinaria obsoletas e setores industriais deficitários. Para o trabalhador implicava o desemprego (até 20% em 1985) e a subida contínua dos preços (até 25% anual de inflação).
A reconversão industrial foi aplicada à indústria naval, à siderurgia e à indústria têxtil, setores defasados em tecnologia, mal situados geograficamente e escassos de competitividade frente aos produtos europeus e asiáticos. Nos primeiros momentos, o ajuste incrementou o cerre de fábricas e o despido de trabalhadores, crescendo o descontente social contra um governo socialista que agia, em princípio, contra os interesses da classe operária.
A reforma fiscal perseguiu a economia submergida ou o dinheiro negro, foi criado o Imposto sobre o Valor Acrescentado (IVA) comum no resto de países europeus, aumentou a pressão fiscal sobre as rendas do trabalho e do capital com o fim de conseguir mais recursos e sanear o Estado.
Para controlar a inflação, o governo restringiu a circulação de capital, com altos tipos de interesse bancário, e moderou o crescimento salarial.
Isto finalmente terminou numa bem-sucedida greve geral contra o governo do PSOE a 14 de dezembro de 1988 com os dois principais sindicatos na cabeça, UGT e CCOO.

### Infra-estruturas
A necessidade de modernizar as obsoletas infra-estruturas lançou o governo a uma importante despesa pública. Desde 1985, a rede de rodovias melhorou ao duplicar-se o comprimento de rodovias (mais de 7 000 km, a ferrovia evolucionou para serviços mais modernos e com maior rentabilidade e com a aposta da Alta Velocidade Espanhola (AVE) entre Sevilha e Madrid, com projetos para no futuro estendê-lo até Barcelona, Valência, Alicante ou Múrcia).